# Tatra ZT4D
Tatra ZT4D – typ dwukierunkowego i dwustronnego tramwaju, który powstał w wyniku modernizacji czechosłowackiego tramwaju Tatra T4.

## Historia
W latach 80. XX wieku zaistniała potrzeba wymiany taboru kursującego na linii nr 15, łączącej niemieckie miasto Halle (Saale) z podmiejskimi gminami Schkopau oraz miastami Merseburg i Bad Dürrenberg. Ponieważ linia ta nie była zakończona pętlami, nie było możliwości eksploatowania na niej taboru jednokierunkowego. Początkowo planowano powierzyć czechosłowackim zakładom ČKD wyprodukowanie dwukierunkowej odmiany tramwaju Tatra T4D, jednakże miasto otrzymało decyzję odmowną, gdyż kadra pracownicza zakładu nie widziała wówczas możliwości zbudowania takich wagonów. Ostatecznie przewoźnik Verkehrsbetriebe Halle podjął decyzję o przebudowaniu dwóch najstarszych tramwajów typu T4D na tym ZT4D przy wykorzystaniu miejscowych warsztatów tramwajowych i własnej siły roboczej. 

## Modernizacja
W trakcie prac modernizacyjnych w obydwu wagonach zastąpiono tylną ścianę ścianą przednią, za którą zabudowano drugą kabinę motorniczego. Po lewej stronie nadwozia wstawiono dwoje dwuskrzydłowych drzwi harmonijkowych, natomiast z lewej strony zaślepiono ostatnie drzwi. Na skutek wstawienia dodatkowych drzwi zmniejszeniu uległa liczba miejsc siedzących.

## Dostawy
Modernizacje na typ ZT4D przeprowadzono w 1983 r.
| Państwo        | Miasto         | Typ            | Lata modernizacji | Liczba |       |
| -------------- | -------------- | -------------- | ----------------- | ------ | ----- |
| NRD            | Halle          | ZT4D           | 1983              | 2      | [ 1 ] |
| Łączna liczba: | Łączna liczba: | Łączna liczba: | Łączna liczba:    | 2      |       |

## Wagony historyczne
| Pochodzenie | Numer taborowy | Obecny właściciel       | Rok produkcji | Historyczny od roku |       |
| ----------- | -------------- | ----------------------- | ------------- | ------------------- | ----- |
| Halle       | 900            | Straßenbahnmuseum Halle | 1969          | 2005                | [ 1 ] |
| Halle       | 902            | National Tramway Museum | 1969          | 2005                | [ 2 ] |